# ジミー・バーク
ジェームズ・"ジミー・ザ・ジェント"・バーク（James "Jimmy the Gent" Burke、1931年7月5日 - 1996年4月13日）はアメリカのギャングスター。

## 略歴
通称"Jimmy the Gent （紳士のジミー）"で、他に"The Big Irishman"、"The Irish Guinea"というあだ名もあった。ルフトハンザ航空現金強奪事件を行なった実行犯。映画「グッドフェローズ」の登場人物ジミー・コンウェイのモデル。
彼はコンウェイという女性を母として生まれたという記録になっている。2歳で捨て子になり、その後10数人の里親の間をたらい回しにされた。里親からは虐待を受けたりもした。
14歳のとき泥棒で捕まり、スタテンアイランドにある少年院に入る。その後も数え切れないほど逮捕される。人殺しが平気で出来、強奪が楽しみだという男だった。仲間が恐れるほど凶暴な男だった。
彼はあまりにも強奪の才能があったので、ブルックリンのコロンボ一家とクイーンズのルッケーゼ一家の2つの一家で共同で使うことを会議で決めたという。
トラックをハイジャックするときはたいてい運転手と話がついてあり、怪我をさせることなくトラックを奪っていた。事前情報でトラックのナンバー、運転手の名前、貨物の内容などもわかっていたので襲うのは簡単だった。この時代輸送産業の組合の中心人物がマフィアだったので強奪は当たり前に行なわれていた。盗んだ物を売りとばしたり家に持ち帰っていたので彼の家はまるでデパートだった。ヘンリー・ヒルによれば、奪った相手の運転手に50ドルを常に渡していたことから"ジミー・ザ・ジェント"と呼ばれたという("Gent"はGentleの略)。
1978年12月11日にルフトハンザ強奪事件を起こすが、警察の捜査が及ぶや実行犯ら事件の関係者を次々と殺害していった。麻薬取引で逮捕されて情報提供者となったヘンリー・ヒルとルイス・ウェルナーの証言により、1979年にバークは逮捕され、1980年4月1日に起訴された。
1985年2月19日にリッチー・イートン(Richard "Richie" Eaton)殺人事件で終身刑の判決を受ける。11年後の1996年、ニューヨーク州エリー郡バッファローの癌医療施設Roswell Park Cancer Instituteで肺癌のため病死。

## 家族
彼は二男一女をもうけた。長男のフランク・ジェームズ・バーク(1960年-1987年)は、父と同じくルッケーゼ一家に入り、ルフトハンザ強奪事件に関与。その後1987年に殺害された。次男のジェシー・ジェームズ・バーク(Jesse James Burke、ジェシー・ジェイムズにちなむ)は言語障害があったためバークからは嫌われ、犯罪組織に入ることはなかった。長女のキャサリンは、ボナンノ一家のアンソニー・インデリカート(Anthony Indelicato、カーマイン・ギャランテ殺害実行犯)と結婚している。